# Böhm (Familienname)
Böhm oder Boehm ist ein deutscher Familienname.

## Herkunft und Bedeutung
Der Name ist eine mundartliche Variante von Böhme (Bewohner von Böhmen).

## Varianten
- Böhme, Boehme, Böheim, Beheim, Behaim
- Bohm ist dagegen eine mundartliche Variante von Baum.

## Namensträger

### A
- Adolf Böhm (Maler) (1844–nach 1891), deutscher Maler
- Adolf Boehm (Maler) (1861–1927), österreichischer Maler und Grafiker
- Adolf Böhm (Radsportler) (1871–1950), deutscher Radrennfahrer
- Adolf Böhm (Historiograph) (1873–1941), österreichischer Fabrikant, Publizist und Historiograph des Zionismus
- Adolf Böhm (Politiker) (1937–2000), deutscher Politiker (CDU)
- Adolph Boehm (1878–1911), deutscher Komponist
- Adolph Kurt Böhm (1926–2020), deutscher Komponist, Musiker, Maler und Schriftsteller
- Albert Boehm (1877–1957), deutscher Bergbaubeamter
- Albert Böhm (1877–1970), deutscher Pädagoge, Mundartforscher und Schulhistoriker
- Albrecht Böhm (1939–2022), deutscher Physiker
- Alexander Böhm (Künstler) (1919–2009), österreichischer Maler und Grafiker
- Alexander Böhm (Rechtswissenschaftler) (1929–2006), deutscher Rechtswissenschaftler
- Alexander Böhm (Politiker) (1942–2024), österreichischer Politiker (SPÖ), Salzburger Landtagsabgeordneter
- Alexander Böhm (* 1989), siehe AlexiBexi, deutscher Webvideo-Produzent
- Alfred Böhm (Maler) (1850–nach 1900), deutscher Maler
- Alfred Böhm (MfS-Mitarbeiter) (1913–1982), deutscher Generalmajor im Ministerium für Staatssicherheit
- Alfred Böhm (Schauspieler) (1920–1995), österreichischer Schauspieler
- Alfred Böhm (Manager) (1925–2015), österreichischer Industriemanager (Generaldirektor von Waagner-Biro) und Bruder der Politikerin Emmy Göber
- Alfred Boehm-Tettelbach (1878–1962), deutscher General der Infanterie
- Alina Böhm (* 1998), deutsche Judoka
- Almaz Böhm (* 1964), äthiopische Stiftungsvorsitzende
- Amadeus Böhm (* 1983), deutscher Musiker und Musikproduzent
- Amadeus Wenzel Böhm (1769–1823), Kupferstecher und Illustrator
- André Böhm (* 1977), deutscher Filmemacher
- Andrea Böhm (* 1961), deutsche Journalistin
- Andrea Böhm-Naske (1925–1987), deutsche Bildweberin
- Andreas Böhm (Philosoph) (1720–1790), deutscher Philosoph und Mathematiker
- Andreas Böhm (Fußballspieler) (* 1961), deutscher Fußballspieler
- Angela Böhm (* 1956), deutsche Journalistin
- Angelica Böhm (* 1969), deutsche Bildhauerin, Szenenbildnerin und Hochschullehrerin für Szenografie
- Anna Böhm (Autorin) (* 1975), deutsche Hörspiel- und Kinderbuchautorin
- Anna-Maria Böhm (* 1989), deutsche Schauspielerin, Sprecherin und Moderatorin
- Annett Böhm (* 1980), deutsche Judoka
- Anton Böhm (Historiker) (um 1785–um 1870), deutscher Pfarrer und Historiker
- Anton Böhm (Fabrikant) (1812–1865), österreichischer Fabrikant und Wohltäter
- Anton Böhm (Journalist) (1904–1998), österreichischer Journalist und Publizist
- Anton Böhm (Politiker) (1907–1988), österreichischer Politiker (FPÖ)
- Aranka Böhm (1893–1944), ungarische Psychiaterin und Psychoanalytikerin
- Armin Boehm (* 1972), deutscher Maler
- Arno Böhm (1913–1962), deutscher Funktionshäftling
- Arno Böhm  (1936–2024), deutschamerikanischer Physiker, siehe Arno Bohm
- Arthur Boehm-Tettelbach (1875–1952), deutscher Offizier, SA-Mitglied und Hochschullehrer
- August Böhm (Glaskünstler) (1812–1890), böhmischer Glaskünstler
- August Böhm (Maler) (1835–1925), österreichischer Maler
- August Böhm (Mediziner) (1865–1931), österreichischer Mediziner
- August Böhm (Politiker) (1891–1938), deutscher Politiker (DNVP), MdL Hessen
- August Böhm von Böhmersheim (1858–1930), österreichischer Geograph und Geologe

### B
- Barry W. Boehm (1935–2022), US-amerikanischer Softwareingenieur
- Ben Bela Böhm (* 1975), deutscher Schauspieler
- Benedikt Böhm (Landrat) (1885–1959), deutscher Landrat
- Benedikt Böhm (* 1977), deutscher Bergsteiger und Skifahrer
- Benno Böhm (1891–1969), deutscher Pädagoge
- Bernd Böhm (* 1959), deutscher Maler, Bildhauer und Musiker
- Bernhard Böhm (Mathematiker) (* 1945), österreichischer Wirtschaftsmathematiker und Hochschullehrer
- Bernhard Böhm (Musiker) (1947–2024), deutscher Flötist
- Bernhard Jaeger-Böhm (* 1952), deutscher Sänger (Bass-Bariton) und Hochschullehrer
- Bettina Böhm (* 1966), deutsche Juristin und Universitätskanzlerin
- Boris Böhm (* 1960), deutscher Historiker

### C
- C. H. Böhm (Hermann Christoph Christian Böhm; 1863–1934), deutscher Instrumentenbauer
- Carl Böhm (Kirchenmusiker) (1877–1928), deutscher Kirchenmusiker
- Carl Böhm (Filmarchitekt) (1882–1942), deutscher Filmarchitekt
- Carl von Boehm-Bezing (1940–2023), deutscher Bankmanager
- Carlo Böhm (1917–1997), österreichischer Schauspieler
- Chris Böhm (* 1983), deutscher BMX-Fahrer
- Christian Böhm (* 1976), deutscher Journalist und Autor
- Christian Emil Böhm (1874–nach 1935), deutscher Architekt
- Christiane Böhm (* 1957), deutsche Politikerin (Die Linke)
- Christine Böhm (1954–1979), österreichische Schauspielerin
- Christoph Böhm (Manager) (* 1966), deutscher Manager
- Christoph Böhm (Mathematiker) (* vor 1971), deutscher Mathematiker und Hochschullehrer
- Claudius Böhm (* 1960), deutscher Bibliothekar
- Cölestin Böhm (um 1664–1731), österreichischer Geistlicher, Abt von St. Georgenberg-Fiecht
- Constantin Böhm (* 1991), deutscher Fechter
- Corbinian Böhm (* 1966), deutscher Künstler
- Cornelius Böhm (* 1968), deutscher Richter
- Corrado Böhm (1923–2017), italienischer Informatiker

### D
- Dagobert Böhm (* 1959), deutscher Gitarrist und Musikproduzent
- Daniel Böhm (* 1986), deutscher Biathlet
- Daniel Elias Böhm (* 1986), deutscher Schauspieler und Sänger
- Dave Gordon Böhm (* 1983), deutsches Model
- David Boehm (1893–1962), US-amerikanischer Drehbuchautor
- Diether von Boehm-Bezing (1880–1974), deutscher General der Kavallerie
- Djamila Böhm (* 1994), deutsche Leichtathletin
- Dominikus Böhm (1880–1955), deutscher Architekt

### E
- Edmund Böhm (1898–1965), deutscher Politiker (GB/BHE), MdL Bayern
- Eduard von Böhm-Ermolli (1856–1941), österreichischer Feldmarschall
- Edward Marshall Boehm (1913–1969), US-amerikanischer Bildhauer
- Ehrtfried Böhm (1920–1976), deutscher Politiker (FDP) und Autor
- Eilert Bøhm (1900–1982), norwegischer Turner
- Elisabet Boehm (1859–1943), deutsche Frauenrechtlerin
- Elisabeth Böhm (Architektin) (1921–2012), deutsche Architektin
- Elisabeth Böhm (Politikerin) (* 1969), österreichische Politikerin (SPÖ)
- Elisabeth Böhm (Schauspielerin) (* 1994), deutsche Schauspielerin
- Elisabeth Böhm van Endert (1877–1956), deutsche Opern- und Konzertsängerin
- Emil Böhm (1873–1958), deutscher Maler
- Eric Boehm (1918–2017), deutschamerikanischer Verleger
- Erich Böhm (Bildhauer) (1884–1959), deutscher Bildhauer
- Erich Böhm (Unternehmer) (1927–2010), deutscher Fabrikant und Verbandsfunktionär
- Erich von Boehm-Bezing (1874–1958), deutscher Korvettenkapitän der Kaiserlichen Marine und Gutsbesitzer
- Erika Böhm-Vitense (1923–2017), deutsche Astronomin
- Ernst Boehm (1877–1945), deutscher Pädagoge
- Ernst Böhm (1890–1963), deutscher Grafiker und Maler
- Erwin Boehm (1913–2002), deutscher Geograph
- Erwin Böhm (* 1940), österreichischer Pflegewissenschaftler
- Eugen Böhm von Bawerk (1851–1914), österreichischer Ökonom
- Eva Böhm (* um 1983), deutsche Wirtschaftswissenschaftlerin und Hochschullehrerin
- Evi Steiner-Böhm (* 1956), deutsche Malerin

### F
- Fabian Böhm (* 1989), deutscher Handballspieler
- Felix Boehm (Mediziner) (1881–1958), deutscher Psychiater und Neurologe sowie Psychoanalytiker
- Felix Boehm (Physiker) (1924–2021), schweizerisch-US-amerikanischer Physiker
- Ferdinand Böhm (?–1901), deutscher Jurist und Herausgeber
- Florian Böhm (* 1978), deutscher Schauspieler und Regisseur
- Franz Böhm (Volkssänger) (1843–1910), österreichischer Volkssänger und Komponist
- Franz Böhm (Jurist) (Franz Alexander Böhm, 1861–1915), deutscher Jurist, badischer Kultusminister
- Franz Boehm (Widerstandskämpfer) (1880–1945), deutscher katholischer Priester und Widerstandskämpfer
- Franz Böhm (Politiker) (1882–nach 1928), tschechoslowakischer Politiker und Parlamentsabgeordneter
- Franz Böhm (Wirtschaftswissenschaftler) (1895–1977), deutscher Wirtschaftswissenschaftler, Politiker (CDU) und Jurist (Sohn von Franz Böhm (Jurist))
- Franz Böhm (Philosoph) (1903–1946), deutscher Philosoph
- Franz Böhm (1909–1963), österreichischer Schauspieler, siehe Franz Böheim
- Franz Boehm (Schauspieler) (1938–1989), deutscher Schauspieler
- Franz Böhm (* 1953), österreichischer volkstümlicher Musiker, siehe Die Stoakogler
- Franz Böhm (Regisseur) (* 1999), deutscher Regisseur und Filmproduzent
- Franz Böhm von Blumenheim (1766–nach 1826), österreichischer Grenadierhauptmann und Major
- Franz Josef Böhm (1874–1938), österreichischer Fotograf, Schauspieler, Regisseur und Literaturforscher
- Franz Joseph Böhm-Osterrieth (1798–1874), deutscher Kaufmann und Abgeordneter
- Franz Xaver Böhm (* 1960), österreichischer Unternehmer und Politiker (ÖVP)
- Franziska Böhm (* 1937), deutsche Mundartautorin
- Franziska Boehm (* 1980), deutsche Rechtswissenschaftlerin und Hochschullehrerin
- Friedrich von Böhm (1821–1884), Präsident der Generaldirektion der Staatseisenbahnen
- Friedrich Boehm (Landrat) (1834–1906), deutscher Landrat
- Friedrich Böhm (Mathematiker) (1885–1965), deutscher Versicherungsmathematiker
- Friedrich Böhm (Schriftsteller) (Pseudonym Magnus; 1892–1974), deutscher kaufmännischer Beamter, Graphologe, Übersetzer und Schriftsteller
- Friedrich Böhm (1904–1999), deutscher SS-Obersturmbannführer, siehe Paul Zapp
- Friedrich Böhm (Formgestalter), Hochschullehrer für Allgemeine Formgestaltung an der Akademie für angewandte Kunst in Wien
- Friedrich Böhm (Ingenieur) (1930–2013), deutscher Ingenieur und Hochschullehrer
- Friedrich Böhm (Regisseur) (Fritz Böhm; * 1980), deutscher Regisseur und Filmproduzent
- Friedrich Keubler-Böhm (1858–1942), deutscher Politiker (DVP)
- Fritz Böhm (Volkskundler) (1880–1943), deutscher Volkskundler
- Fritz Böhm (Gewerkschafter) (1920–2013), deutscher Gewerkschafter und Politiker (SPD)
- Fritz Böhm (* 1980), deutscher Filmproduzent, Regisseur und Drehbuchautor; siehe Friedrich Böhm (Regisseur)
- Fritz Böhm-Raffay (Friedrich Böhm-Raffay; 1918–1992), österreichischer Architekt

### G
- Georg Böhm (Komponist) (1661–1733), deutscher Organist und Komponist
- Georg Böhm (Steinmetz) (1789–1853), böhmischer Steinmetz
- Georg Böhm (Geologe) (1854–1913), deutscher Geologe und Paläontologe
- Georg Böhm (Politiker, 1896) (1896–1947), sudetendeutscher Politiker (SdP, NSDAP)
- Georg Böhm (Politiker, 1918) (1918–1992), österreichischer Politiker (ÖVP), Burgenländischer Landtagsabgeordneter
- Georg Böhm (Politiker, 1923) (* 1923), deutscher Politiker (DBD)
- Georg Böhm (Tischtennisspieler) (* 1962), deutsch-ungarischer Tischtennisspieler rumänischer Herkunft
- Georg Friedrich Böhm (1861–1922), deutscher Kartoffelzüchter
- Gerhard Böhm (Politiker, 1920) (1920–1993), deutscher Politiker (SPD), MdA Berlin
- Gerhard Böhm (1926–2016), deutscher Orgelbauer, siehe Böhm (Orgelbauer) #Gerhard Böhm
- Gerhard Böhm (Künstler) (1930–2023), deutscher Maler, Grafiker, Objektkünstler und Hochschullehrer
- Gerhard Böhm (Politiker, 1935) (1935–2020), österreichischer Politiker (ÖVP)
- Gerhard Böhm (Afrikanist) (* 1954), österreichischer Philologe, Afrikanist und Hochschullehrer
- Gero von Boehm (Gero von Boehm-Bezing; * 1954), deutscher Regisseur, Journalist und Autor
- Gorgona Böhm (* 1948), slowenisch-österreichische Architektin und Designerin
- Gottfried Böhm (Breslau) (1680–1734), Pfarrer und Lieddichter
- Gottfried Böhm (1636–1674), Benediktiner und Astronom, siehe Gottfried Behm
- Gottfried von Böhm (1845–1926), deutscher Jurist, Diplomat und Schriftsteller
- Gottfried Boehm (Mediziner) (1879–1952), deutscher Arzt und Hochschullehrer
- Gottfried Böhm (1920–2021), deutscher Architekt und Bildhauer
- Gottfried Boehm (* 1942), deutscher Kunsthistoriker und Philosoph
- Gregor Böhm (* 1983), deutscher Musiker, Komponist und Produzent, siehe Amadeus Böhm
- Gustav Böhm (Musiker) (1823–1878), ungarischer Dirigent, Dramaturg und Opernregisseur
- Gustav Böhm (Politiker) (1827–1900), deutscher Politiker und Fabrikant
- Gustav Böhm (General) (1859–1933), deutscher Generalleutnant
- Gustav Böhm (Schriftsteller) (1874–1944), bayrisch-schwäbischer Jurist und Schriftsteller
- Gustav Böhm (Maler) (auch Gustave Bohm; 1885–1965), tschechischer Maler und Radierer
- Gustav Böhm (Jurist) (* 1888; † nach 1945), deutscher Verwaltungsjurist

### H
- Hanna Bieber-Böhm (1851–1910), deutsche Frauenrechtlerin
- Hanns-Peter Boehm (1928–2022), deutscher Chemiker und Hochschullehrer
- Hans Böhm (Pauker von Niklashausen) (um 1458–1476), deutscher Prediger, Initiator der Wallfahrt
- Hans Böhm (Autor) (1876–1946), deutscher Literaturwissenschaftler und Schriftsteller
- Hans Böhm (Politiker, 1882) (1882–1955), deutscher Politiker (SPD), MdL Rheinland-Pfalz
- Hans Böhm (Propst) (1899–1962), deutscher  Theologe und Geistlicher, Propst von St. Petri
- Hans Böhm (Politiker, 1906) (1906–1974), deutscher Politiker (SPD), MdL Rheinland-Pfalz
- Hans Böhm (Musikwissenschaftler) (1909–1999), deutscher Musikwissenschaftler
- Hans Böhm (Wirtschaftswissenschaftler), deutscher Wirtschaftswissenschaftler
- Hans Böhm (Schachspieler) (* 1950), niederländischer Schachspieler
- Hans-Joachim Boehm (1920–2019), deutscher Politiker (CDU), Mitglied des Abgeordnetenhauses von Berlin
- Hans-Joachim Böhm (* 1956), deutscher Chemiker
- Hans Jörg Böhm (* 1938), deutscher Önologe und Weinbauunternehmer in Portugal
- Hans L. Böhm (Hans Ludwig Böhm; Hans Ludwig Bohm; 1890–1950), österreichischer Fotograf, Chemiker, Journalist, Verleger und Filmproduzent
- Hans Otto Boehm (?–1963), deutscher Journalist und Chefredakteur
- Hans Reiner Böhm (1941–2024), deutscher Ingenieur und Hochschullehrer
- Hartmut Böhm (1938–2021), deutscher Objektkünstler
- Heinrich Böhm (* 1950), deutscher Agrarunternehmer
- Heinz Böhm (1907–1988), deutscher Maler, Grafiker und Trickfilmzeichner
- Hella Böhm (1952–2016), deutsche Videokünstlerin
- Hellfried Böhm (1942–2017), österreichischer bildender Künstler und Fotograf
- Hellmuth Böhm (1900–1981), deutscher Elektrotechniker und Erfinder
- Helmut Böhm (Eishockeyschiedsrichter) (* 1942), deutscher Eishockeyschiedsrichter
- Helmut Böhm (Historiker) (* 1946), deutscher Historiker, Heimatforscher und Gymnasiallehrer
- Helmut Böhm (Rechtswissenschaftler) (* 1954), österreichischer Rechtswissenschaftler und Hochschullehrer
- Helmut Böhm-Raffay (Pseudonym Heinz Brandtner; 1922–2020), österreichischer Ingenieur und Schriftsteller
- Henry Boehm (1775–1875), US-amerikanischer Methodistenprediger
- Henryk Böhm (* 1969), deutscher Sänger (Bariton) und Hochschullehrer
- Herbert Boehm (1894–1954), deutscher Stadtplaner, Architekt und Baubeamter
- Hermann Boehm (Eugeniker) (1884–1962), deutscher Arzt und Eugeniker
- Hermann Boehm (Admiral) (1884–1972), deutscher Admiral
- Hermann Böhm (Rennfahrer) (1916–1983), deutscher Motorradrennfahrer
- Herta Boehm (1911–2002), deutsche Bühnenbildnerin, Kostümbildnerin und Malerin
- Horst Böhm (Ingenieur) (* 1930), deutscher Ingenieur, Materialwissenschaftler und Wissenschaftsmanager
- Horst Böhm (MfS-Mitarbeiter) (1937–1990), deutscher Generalmajor des Ministeriums für Staatssicherheit
- Horst Böhm (Maler) (* 1940), deutscher Künstler und Hochschullehrer
- Horst Böhm (Jurist) (* 1953), deutscher Jurist und Richter
- Hugo Böhm (1862–1935), deutscher Orgelbauer, siehe Böhm (Orgelbauer) #Hugo Böhm Orgelbau

### I
- Irene Böhm (* 2004), deutsche Schauspielerin
- Iris Böhm (* 1967), deutsche Schauspielerin
- Ivan Böhm (* 1998), österreichischer Fußballspieler

### J
- Jan Böhm (1888–1959), tschechoslowakischer Rosenzüchter
- Jelisaweta Merkurjewna Boehm (1843–1914), russische Malerin
- Joachim Böhm (1949–2002), deutscher Molekularbiologe
- Jochen Böhm (* 1973), deutscher Archäologe
- Johann Böhm (Schriftsteller) (1528–1560), deutscher Priester und Schriftsteller
- Johann Böhm (1595–1667), deutscher Bildhauer, siehe Johann Böhme (Bildhauer)
- Johann Böhm (Politiker, 1886) (1886–1959), österreichischer Politiker (SPÖ)
- Johann Böhm (Chemiker) (1895–1952), deutsch-tschechischer Chemiker
- Johann Böhm (Historiker) (* 1929), deutscher Historiker
- Johann Böhm (Politiker, 1937) (* 1937), deutscher Politiker (CSU)
- Johann Christian Böhm (Jurist), deutscher Jurist
- Johann Christian Böhm (Baumeister) (1678–1730), deutscher Architekt und Baumeister
- Johann Heinrich Böhm (Jurist) (1643–1713), deutscher Jurist
- Johann Heinrich Böhm (Offizier) (1708–1783), deutsch-portugiesischer Offizier
- Johann Heinrich Böhm (Schauspieler) (1740–1792), österreichischer Schauspieler, Sänger und Regisseur
- Johann Michael Böhm (1685–1753), deutscher Flötist, Oboist, Komponist und Konzertmeister
- Johann Philipp Böhm (1683–1749), deutscher Pfarrer
- Johanna Böhm (1898–1967), Schweizer Schriftstellerin
- Johannes Böhm (Humanist) (um 1485–1534), deutscher Humanist
- Johannes Böhm (Geologe) (1857–1938), deutscher Geologe und Paläontologe
- Johannes Böhm (Politiker) (1890–1957), deutscher Gewerkschafter und Politiker (SPD)
- Johannes Böhm (Mathematiker) (1925–2022), deutscher Mathematiker und Hochschullehrer
- Johannes Böhm (Geodät) (* 1972), österreichischer Geodät
- Johannes Jakob Böhm (Jacob Beam; 1760–1834), deutsch-amerikanischer Landwirt und Whiskybrenner
- Jonathan Böhm (* 1991), deutscher Bauingenieur und Immobilienunternehmer
- Jörg Böhm (1979–2019), deutscher Journalist und Krimi-Autor
- Josef Böhm (Kirchenmusiker, 1841) (1841–1893), österreichischer Kirchenmusiker
- Josef Böhm (Politiker, 1865) (1865–1929), deutscher Bankier und Politiker (BVP)
- Josef Böhm (Kirchenmusiker, 1875) (1875–1964), österreichischer Kirchenmusiker
- Josef Böhm (Politiker, 1887) (1887–1954), deutscher Politiker (SPD)
- Josef Böhm (Tiermediziner) (* um 1954), österreichischer Veterinärmediziner und Hochschullehrer für Tierernährung
- Josef Böhm (Tischtennisspieler) (* 1960), deutsch-ungarischer Tischtennisspieler
- Josef Anton Böhm jun. (1860–1922), deutscher Kaufmann, Leiter des Rheinau-Konzerns
- Josef Georg Böhm (1807–1868), österreichischer Astronom
- Josef Julius Böhm (1907–1984), österreichischer Kirchenmusiker, Organist und Kapellmeister
- Josef Maria Boehm (1908–1973), österreichisch-deutscher Ingenieur und Raketenexperte
- Joseph Böhm (Violinist) (1795–1876), österreichischer Violinist und Komponist
- Joseph Böhm (Botaniker) (1831–1893), österreichischer Botaniker und Pflanzenphysiologe
- Joseph Boehm (Medailleur) (Joseph Böhm; 1834–1890), österreichisch-britischer Bildhauer und Medailleur
- Joseph Daniel Böhm (1794–1865), österreichischer Bildhauer und Medailleur
- Julia Böhm (* 1973), deutsche Journalistin und Fernsehmoderatorin
- Julie Boehm (* 1987), deutsche Konzept-Künstlerin und Regisseurin
- Julius Böhm (1851–1917), österreichischer Chorleiter und Komponist
- Jürgen Böhm (* 1965), deutscher Realschullehrer
- Jutta Jahns-Böhm (* 1958), deutsche Verwaltungsjuristin und politische Beamtin

### K
- Karl Boehm (Verwaltungsbeamter) (1838–1925), deutscher Verwaltungsbeamter
- Karl Boehm (Mathematiker) (1873–1958), deutscher Mathematiker
- Karl Böhm (Ingenieur) (1885–1956), deutscher Ingenieur
- Karl Böhm (Architekt) (1888–1969), deutscher Architekt
- Karl Böhm (1894–1981), österreichischer Dirigent
- Karl Böhm von Böhmersheim (1827–1902), österreichischer Mediziner
- Karl Böhm-Hennes (1891–1914), deutscher Skisportler
- Karl Ewald Böhm (1913–1977), deutscher Schriftsteller und Beamter
- Karlheinz Böhm (Politiker) (1920–1971), deutscher Politiker (SPD)
- Karl-Heinz Böhm (Astronom) (1923–2014), deutsch-amerikanischer Astronom
- Karlheinz Böhm (1928–2014), österreichischer Schauspieler und Stiftungsgründer
- Karl Heinz Böhm (* 1935), deutscher Tiermediziner, Mikrobiologe und Hochschullehrer
- Karl-Heinz Böhm (Musiker) (* 1943), deutscher Sänger, Saxophonist und Orchesterleiter
- Karl-Walter Böhm (1938–2000), deutscher Opernsänger
- Katharina Böhm (* 1964), österreichische Schauspielerin
- Katharina Böhm (Politikwissenschaftlerin) (* vor 1981), deutsche Politikwissenschaftlerin und Hochschullehrerin
- Katharina Boehm (* 1984), deutsche Anglistin, Literaturwissenschaftlerin und Hochschullehrerin
- Kristina Böhm (* 1959), deutsche Schauspielerin
- Kurt-Gero von Boehm-Bezing (* 1954), deutscher Regisseur, Journalist und Fernsehproduzent, siehe Gero von Boehm

### L
- Laetitia Boehm (1930–2018), deutsche Historikerin
- Leonie Böhm (* 1982), deutsche Theaterregisseurin und Bildende Künstlerin
- Leopold Böhm (Sänger) (1865–1933), österreichischer Jurist und Sänger
- Leopold Böhm (1922–2007), österreichischer Unternehmer
- Leopold Karl Böhm (1886–1958), österreichischer Tiermediziner, Parasitologe und Hochschullehrer
- Loni Böhm (1919–2011), deutsche Fürsorgerin und Politikerin (CDU)
- Lothar Böhm (* 1956), deutscher Fußballspieler
- Lothar Böhm (Künstler) (Böhm-Kaslovski; * 1960), deutscher Maler, Autor und Musiker
- Louis Böhm, deutscher Unternehmer, siehe Böhm (Orgelbauer) #Louis Böhm
- Lucie Böhm (* 1974), österreichische Orientierungsläuferin
- Ludwig Boehm (Mediziner) (1811–1869), deutscher Mediziner
- Ludwig Böhm (Unternehmer) (1823–1898), deutscher Unternehmer
- Ludwig Böhm (Chemiker) (* 1941), deutscher Chemiker und Hochschullehrer
- Ludwig Karl Böhm (1859–nach 1907), deutschamerikanischer Erfinder, Glasbläser und Chemiker
- Ludwig W. Böhm (1909–1962), deutscher Historiker, Kunsthistoriker und Museumsdirektor

### M
- Mandy Böhm (* 1989), deutsche MMA-Kämpferin
- Manfred Boehm (Schauspieler) (Manfred Böhm; * 1930), deutscher Schauspieler
- Manfred Böhm (Physiker, 1940) (1940–2013), deutscher Physiker
- Manfred Böhm (Physiker, 1942) (* 1942), deutscher Physiker
- Manfred Böhm (Fußballspieler) (* 1942), deutscher Fußballspieler
- Maria Böhm, österreichische Gerechte unter den Völkern
- Maria Barbara Böhm (1763–1810), Schuhfabrikantin und Unternehmerin
- Marianne Rosemarie Böhm, bürgerlicher Name von Mary Roos (* 1949), deutsche Schlagersängerin
- Markus Böhm (* 1953), deutscher Informatiker und Maler
- Martin Boehm (Bischof) (1725–1812), US-amerikanischer Geistlicher, erster Bischof der Kirche der Vereinigten Brüder in Christo
- Martin Böhm (Schriftsteller) (1844–1912), deutscher Schriftsteller und Maler
- Martin Böhm (Politiker) (* 1964), deutscher Politiker (AfD)
- Martin Böhm, bekannt als Housemeister (* 1977), deutscher Musiker und DJ
- Martin Seith-Böhm (* 1958), deutscher Pianist, Organist, Cembalist und Komponist
- Martina Böhm (* 1965), deutsche Theologin
- Matthew Boehm (* 1988), US-amerikanischer Schauspieler und Produzent
- Mauritius Johann Böhm († 1809), ungarischer Hofbeamter
- Max Böhm (Komponist) (1889–1965), deutscher Komponist und Musikpädagoge
- Max Böhm (Architekt) (1893–1980), Schweizer Architekt
- Max Böhm (Historiker) (* 1958)
- Max Hildebert Boehm (1891–1968), deutscher Politiker und Soziologe
- Maxi Böhm (1916–1982), österreichischer Schauspieler und Kabarettist
- Maximilian Boehm (1859–1944), deutschbaltischer Pädagoge
- Melanie Böhm (* 1990), deutsch-österreichische Schauspielerin, Sängerin und Tänzerin
- Michael Böhm (Schriftsteller) (* 1947), deutscher Schriftsteller
- Michael Böhm (Mediziner) (* 1958), deutscher Kardiologe
- Monika Böhm (Rechtswissenschaftlerin) (* 1960), deutsche Rechtswissenschaftlerin und Hochschullehrerin
- Monika Boehm-Tettelbach (* 1941), deutsche Indologin

### N
- Nicole Böhm (* 1974), deutsche Autorin

### O
- Olli Boehm (* 1967), deutscher Künstler
- Omri Boehm (* 1979), israelischer Philosoph
- Oskar Böhm (1916–2001), deutscher Politiker (SPD)
- Otto Boehm (Schriftsteller) (1847–1922), deutscher Germanist, Gymnasiallehrer und Schriftsteller
- Otto Böhm (SS-Mitglied) (1890–1964), deutscher SS-Hauptscharführer
- Otto Böhm (Erziehungswissenschaftler) (1925–2005), deutscher Erziehungswissenschaftler und Hochschullehrer für Didaktik der Lernbehinderten
- Otto Hans Böhm (1919–1996), deutscher Schauspieler, Musiktheaterregisseur und Intendant

### P
- Pál Böhm (1839–1905), ungarischer Maler
- Paul Böhm (Maler) (1860–1911), deutscher Maler
- Paul Böhm (Architekt, I), deutscher Architekt
- Paul Böhm (1891–1969), deutscher Orgelbauer, siehe Böhm (Orgelbauer)
- Paul Böhm (* 1959), deutscher Architekt
- Paul Boehm (* 1974), kanadischer Skeletonpilot
- Paulus Böhm (1918–2021), deutscher Mediziner
- Peter Böhm (Politiker, 1943) (1943–2012), österreichischer Rechtswissenschaftler und Politiker (FPÖ)
- Peter Böhm (Autor) (* 1950), deutscher Sachbuchautor und Journalist
- Peter Böhm (Architekt) (* 1954), deutscher Architekt
- Peter Böhm (Politiker, 1958) (* 1958), deutscher Jugendfunktionär und Politiker, MdV
- Peter Böhm (Boxer) (* 1976), deutscher Boxer
- Peter Michael Boehm (* 1954), kanadischer Diplomat
- Peter P. Böhm (1934–2015), deutscher Rechtswissenschaftler und Bibliothekar
- Philip Boehm (* 1958), US-amerikanischer Übersetzer und Theaterintendant
- Phillip Böhm (* 2002), deutscher Fußballtorwart

### R
- Rainer Böhm (Physiker) (1928–2022), deutscher Physiker und Erfinder
- Rainer Böhm (Komponist) (1952–2013), deutscher Komponist
- Rainer Böhm (Pianist) (* 1977), deutscher Jazzpianist, Komponist und Arrangeur
- Reiner Böhm (* vor 1962), deutscher Ingenieur, Informatiker und Hochschullehrer
- Reinhard Böhm (Tiermediziner) (* 1943), deutscher Tiermediziner, Mikrobiologe und Hochschullehrer für Umwelt- und Tierhygiene
- Reinhard Böhm (Klimaforscher) (1948–2012), österreichischer Klimaforscher
- Reinhold Böhm (Flieger) (1890–1958), deutscher Pilot und Fluglehrer, Dauerflugweltrekord 1914
- Reinhold Böhm (Heimatforscher) (1929–2004), deutscher Heimatforscher
- Reinhold Böhm (Radsportler) (1940–2017), deutscher Radrennfahrer
- Richard Böhm (1854–1884), deutscher Zoologe
- Richard Böhm (Polizist) (1890–1966), österreichischer Polizeibeamter
- Robert Böhm (Psychologe) (* 1983), deutscher Soziologe
- Robert Böhm (* 1988), deutscher Fußballtorhüter
- Rolf Böhm (* 1958), deutscher Ingenieur und Kartograf
- Roman Müller-Böhm (* 1992), deutscher Politiker (FDP), MdB
- Rosemarie Böhm (* 1949), deutsche Schlagersängerin, siehe Mary Roos
- Roswitha Böhm (* 1966), deutsche Romanistin
- Rudolf Boehm (Mediziner) (1844–1926), deutscher Mediziner und Pharmakologe
- Rudolf Böhm (1895–1966), deutscher Orgelbauer, siehe Böhm (Orgelbauer) #Orgelbauanstalt Rudolf Böhm
- Rudolf Böhm, Geburtsname von Rudolf Hrušínský der älteste (1897–1956), tschechischer Schauspieler
- Rudolf Böhm (Politiker) (1913–1995), deutscher Jurist und Politiker (GB/BHE), MdL Hessen
- Rudolf Böhm (Schriftsteller) (1917–nach 1983), deutscher Schriftsteller und Drehbuchautor
- Rudolf Böhm, Geburtsname von Rudolf Hrušínský senior (1920–1994), tschechischer Schauspieler und Politiker
- Rudolf Boehm (Philosoph) (1927–2019), deutscher Philosoph
- Rudolf Böhm (Anglist) (1935–2013), deutscher Anglist, Literaturwissenschaftler und Hochschullehrer
- Rudolf Böhm (Künstler) (* 1941), deutscher Bildhauer und Kunstschmied

### S
- Sam Boehm (* 1988), australischer Beachvolleyballspieler
- Sebastian Böhm (* 1972), deutscher Maler
- Sebastian Böhm (Friseur) (1986–2022), deutscher Friseur
- Siegfried Böhm (Konstrukteur) (1921–2016), deutscher Konstrukteur
- Siegfried Böhm (1928–1980), deutscher Politiker (SED)
- Sonja Böhm (* 1978), deutsche Richterin am Bundesgerichtshof
- Stephan Böhm (Architekt) (* 1950), deutscher Architekt
- Stephan Böhm (Ökonom) (* 1978), deutscher Ökonom und Hochschullehrer
- Stephan Böhm (Wirtschaftsingenieur) deutscher Wirtschaftsingenieur und Hochschullehrer
- Stephanie Böhm (* 1958), deutsche Klassische Archäologin
- Susanne Böhm (* 1977), deutsche Journalistin und Fernsehmoderatorin
- Suse Böhm (1920–1986), deutsche Tänzerin, Tanzlehrerin und Theaterschauspielerin
- Sydney Boehm (1908–1990), US-amerikanischer Drehbuchautor und Produzent

### T
- Tatjana Böhm (* 1954), deutsche Politikerin (SED)
- Thea Böhm (1903–1981), deutsche Sängerin (Sopran), siehe Thea Linhard-Böhm
- Theobald Böhm (1794–1881), deutscher Flötist und Komponist
- Theodor Böhm (1829–1912), böhmisch-österreichischer Fabrikant und Unternehmer
- Theodor Boehm (1892–1969), deutscher Chemiker und Apotheker
- Thomas Böhm (Kolumnist) (* 1954), deutscher Kolumnist und freier Autor
- Thomas Böhm (Pädagoge) (* 1955), deutscher Pädagoge und Autor zu Fragen des Schulrechts
- Thomas Boehm (Mediziner) (* 1956), deutscher Immunologe und Krebsforscher
- Thomas Böhm (Theologe) (* 1964), deutscher Theologe und Kirchenhistoriker
- Thomas Böhm (Schwimmer) (* 1965), österreichischer Schwimmer
- Thomas Böhm (Eishockeyspieler), deutscher Eishockeyspieler
- Thomas Böhm (Autor) (* 1968), deutscher Autor, Literaturvermittler und Moderator
- Thomas Böhm (Fußballspieler) (* 1978), deutscher Fußballspieler
- Thomas Böhm (Regisseur), deutscher Filmregisseur, Kameramann, Filmeditor und Filmproduzent
- Toni Böhm (1949–2006), österreichischer Schauspieler

### V
- Viktor Böhm (1926–2014), österreichischer Germanist
- Volkmar Böhm (1938–2007), deutscher Schlagersänger

### W
- Walter Böhm (Architekt) (1880–1944), deutscher Architekt
- Walter Böhm (Kabarettist) (1906–2003), deutscher Kabarettist
- Walter Böhm (Künstler, 1910) (1910–nach 1977), deutscher Maler, Künstler, Kunstpädagoge und Hochschullehrer
- Walter Böhm (Philosoph) (1922–1999), österreichischer Philosoph
- Walter Böhm (Künstler, 1922) (* 1922), deutscher Maler und Grafiker
- Walter Böhm (Politiker) (* 1948), deutscher Politiker
- Walter Böhm (Künstler, 1960) (* 1960), deutscher Maler, Grafiker und Objektkünstler
- Walther Böhm (* 1877), deutscher Pfarrer und Politiker
- Werner Böhm (Gottlieb Wendehals; 1941–2020), deutscher Sänger und Musiker
- Werner-Hans Böhm (* 1940), deutscher Verwaltungsjurist
- Werner W. Boehm (1913–2011), US-amerikanischer Sozialarbeitswissenschaftler deutscher Herkunft
- Wilfried Böhm (* 1934), deutscher Volkswirt und Politiker (CDU)
- Wilhelm Böhm (Politiker) (1867–1936), württembergischer Landtagsabgeordneter
- Wilhelm Böhm (Germanist) (1877–1957), deutscher Germanist, Philosoph und Hochschullehrer
- Wilhelm Friedrich Böhm (1791–1867), deutscher Theologe und Politiker, Mitglied der kurhessischen Ständeversammlung
- Willy Boehm (1877–1938), deutscher Mediziner und Politiker (DVP)
- Winfried Böhm (* 1937), deutscher Pädagoge
- Wolfgang Boehm (Politiker, 1908) (1908–1974), deutscher Politiker (SPD), Mitglied des Abgeordnetenhauses von Berlin
- Wolfgang Boehm (Mathematiker) (1928–2018), deutscher Mathematiker
- Wolfgang Böhm (Agrarwissenschaftler) (1936–2022), deutscher Agrarwissenschaftler
- Wolfgang Böhm (Segler) (* 1941), österreichischer Segler
- Wolfgang Böhm (Politiker, 1942) (* 1942), deutscher Politiker (FDP), Staatssekretär a. D. des Kultusministeriums des Landes Sachsen-Anhalt
- Wolfgang Böhm (Maler) (* 1946), österreichischer Maler und Grafiker
- Wolfgang Böhm (Architekt) (* 1949), deutscher Architekt, Städteplaner und Hochschullehrer
- Wolfgang Böhm (Journalist) (* 1963), österreichischer Journalist und Autor